# 이동영 (1986년)
이동영(1986년 9월 24일 ~ )은 대한민국의 배우이다.

## 학력
- 2006년 ~ 2010년 서울예술대학 연극과

## 출연

### 방송

#### 드라마
- 2019년 tvN 《아스달 연대기》
- 2019년 tvN 《쌉니다 천리마마트》
- 2020년 KBS 2TV 《오! 삼광빌라!》 - 유도현 역
- 2021년 tvN 《보이스 4》

### 영화
- 2015년 《혜경궁 홍씨 (DnC Live)》 - 김종수 역
- 2016년 《바운티 헌터스: 현상금사냥꾼》 - 홍콩 헌터 / 이산 스탠딩 역
- 2017년 《불한당: 나쁜 놈들의 세상》 - VIP룸 조직원 역
- 2018년 《바람 바람 바람》 - 당구장 손님 역
- 2019년 《내안의 그놈》 - 철거반원 4 역
- 2019년 《어린 의뢰인》 - 형사 1 역
- 2020년 《이웃사촌》 - 경찰 2 역

### 공연

#### 연극
- 2014년 《혜경궁 홍씨》 - 김종수 역